# Drosophila crucigera
Drosophila crucigera är en tvåvingeart som beskrevs av Grimshaw 1902. Drosophila crucigera ingår i släktet Drosophila och familjen daggflugor.
Artens utbredningsområde är Hawaii.